# Borneogryllacris nigromarginata
Borneogryllacris nigromarginata är en insektsart som först beskrevs av Heinrich Hugo Karny 1928.  Borneogryllacris nigromarginata ingår i släktet Borneogryllacris och familjen Gryllacrididae. Inga underarter finns listade i Catalogue of Life.